# بن مویرهد
بن مویرهد (انگلیسی: Ben Muirhead؛ زادهٔ ۵ ژانویهٔ ۱۹۸۳) بازیکن فوتبال اهل بریتانیا است.
از باشگاه‌هایی که در آن بازی کرده‌است می‌توان به باشگاه فوتبال دونکستر راورز، باشگاه فوتبال فارسلی سلتیک، باشگاه فوتبال روچدیل، باشگاه فوتبال آلفرتون تاون، باشگاه فوتبال منچستر یونایتد، باشگاه فوتبال باکستون، باشگاه فوتبال هروگیت تاون، و باشگاه فوتبال برادفورد سیتی اشاره کرد.